# حصار غزة (332 ق.م)
وقع حصار غزة عام 332 قبل الميلاد، وكان جزءًا من حملة الإسكندر الأكبر على مصر، ملك مقدونيا اليونانية القديمة. أنهت الأسرة الحادية والثلاثين في مصر، التي كانت بمثابة مرزبانية للإمبراطورية الأخمينية الفارسية.
خلال الحصار، نجح الإسكندر في الوصول إلى الجدران باستخدام المحركات التي استخدمها ضد صور. بعد ثلاث اعتداءات فاشلة، اقتحمت الحصن المعقل.
توقع باتيس، الخصي وقائد حصن غزة، إخضاع مصر إلى أن يتمكن الملك الفارسي داريوس الثالث من تكوين جيش آخر ومواجهة الإسكندر في معركة من هذه المدينة. كان الحصن يقع في مكان مرتفع على حافة صحراء يمكن من خلالها السيطرة على المنطقة المحيطة بسهولة. مكنت من السيطرة على الطريق الرئيسي الذي كان يذهب من بلاد آشور الفارسية إلى مصر. المدينة، التي يزيد ارتفاعها عن 18 مترًا (60 قدمًا)، كانت تُستخدم تقليديًا للسيطرة على المنطقة المحيطة، والتي كانت حتى ذلك الحين مرتعًا للمعارضة. كان باتيس على علم بأن الإسكندر كان يسير على الساحل، حيث كان قد انتصر للتو في صور. لذلك قام بتزويد غزة بحصار طويل. من المحتمل أنه كان على علم بنيّة الإسكندر للسيطرة على ساحل البحر الأبيض المتوسط بأكمله قبل الانتقال إلى بلاد فارس.

## الحصار
عند وصوله، خيم الإسكندر بالقرب من الجانب الجنوبي من المدينة واعتبر الأسوار الجنوبية هي الأضعف. ويُزعم أن التلال شُيدت بسرعة، على الرغم من اعتقاد المهندسين بعدم إمكانية استكمالها بسبب طبيعة التحصينات في غزة.
في أحد الأيام خلال الحصار، قام سكان غزة بطلعة جوية ضد معدات حصار العدو التي تم تشييدها في الموقع، وقاد الإسكندر حراسه الذين يحملون دروعه إلى هجوم مضاد. أصيب في كتف الإسكندر أثناء المحاولة. وفقًا لما ذكره أريان، تم الانتهاء من بقية التلة بعد فترة وجيزة، حول غزة بأكملها. في فترة غير محددة بعد ذلك، وصلت معدات الحصار من صور، وتم استخدامها أيضًا. بعد ذلك حطم المقدونيون أقسامًا رئيسية من الجدار. بعد ثلاث محاولات لدخول المدينة، دخل المقدونيون المدينة أخيرًا. قاتل سكان غزة بمرارة. في وقت من الأوقات، تظاهر أحد المرتزقة العرب بالاستسلام، وبعد نقله إلى المعسكر المقدوني، هاجم الإسكندر الذي أصيب بجروح طفيفة قبل أن يُسقط العربي.

## عواقب الحصار
رفض باتيس الاستسلام للإسكندر. عندما تم احتلال غزة، تم القضاء على السكان الذكور وبيع النساء والأطفال كعبيد.
وفقًا للمؤرخ الروماني كوينتوس كورتيوس روفوس، قُتل باتيس على يد الإسكندر تقليدًا لمعاملة أخيل لهيكتور الساقط: تم دفع حبل من خلال كاحلي باتيس، ربما بين عظم الكاحل ووتر العرقوب، و تم جر باتيس حيا بعربة حربية تحت أسوار المدينة حتى مات. الإسكندر، الذي كان معجبًا بالشجاعة في أعدائه وربما كان يميل لإظهار الرحمة للجنرال الفارسي الشجاع، كان غاضبًا من رفض باتيس الركوع ومن صمت قائد العدو المتغطرس وأسلوب الازدراء.
نتيجة للحصار، سُمح للإسكندر بالتقدم جنوبًا إلى مصر بأمان، دون أن يتعرض خط اتصالاته للتهديد من الشمال من قبل باتيس من غزة.